# Anolis menta
Espèce
Synonymes
- Dactyloa menta (Ayala, Harris & Williams, 1984)

Anolis menta est une espèce de sauriens de la famille des Dactyloidae. 

## Répartition
Cette espèce est endémique de la Sierra Nevada de Santa Marta en Colombie.

## Publication originale
- Ayala, Harris & Williams, 1984 : Anolis menta, sp. n. (Sauria, Iguanidae), a new tigrinus group anole from the west side of Santa Marta Mountains, Colombia. Papéis Avulsos de Zoologia, São Paulo vol. 35, no 12, p. 135-145.